# Powtoon
Powtoon社は、動画のプレゼンテーションや解説動画を作成するクラウドベースのアニメーションソフトウェアを販売しているIT企業である。本社は英国のハーロウに所在している。Powtoonという名前は”PowerPoint”と”Cartoon”のかばん語である。

## 会社沿革
PowtoonはDaniel ZaturanskyとIlya Spitalnikの二名によって、2011年12月に調達した約1980万円の資金を基に2012年1月に設立された。2012年8月にベータ版をリリースして以来、急速に利用者数を伸ばした。2012年12月には、PowtoonはロサンゼルスのベンチャーキャピタルであるStartup Mindsから約6600万円の投資を受けた。2013年2月、PowtoonはYouTubeに投稿可能な無料版をリリースした。

## 製品
PowtoonはWeb上で利用でき、あらかじめ用意されたテンプレート、音楽、取り込んだ画像、録音したナレーションから動画プレゼンテーションを作成できるソフトウェアである。Apache flex エンジンを利用してオンラインビューワーで再生、YouTubeへ投稿、MP4ファイルとしてダウンロードができるXMLファイルを生成する。PowtoonはGoogle Chromeの拡張機能としても利用可能で、HubSpot、Google Sites、Google Drive、Panopto、YouTube、Facebook、SlideShareと統合している。全米上位500社のうち96%の企業で導入されている他、150以上の国で77万社以上の企業と3000万人のビジネスパーソンが利用している。